# Rimini Calcio 1941-1942
Questa voce raccoglie le informazioni riguardanti il Rimini Calcio nelle competizioni ufficiali della stagione 1941-1942.

## Rosa
| N. |                   | Ruolo | Calciatore              |
| -- | ----------------- | ----- | ----------------------- |
|    | Italia (bandiera) | D     | Paolo Ballardini        |
|    | Italia (bandiera) | C     | Edgardo Barosi          |
|    | Italia (bandiera) | C     | Luciano Bezzi           |
|    | Italia (bandiera) | A     | Mario Bezzi             |
|    | Italia (bandiera) | C     | Walter Botteghi         |
|    | Italia (bandiera) | C     | Mario Bruno             |
|    | Italia (bandiera) | P     | D. Campana              |
|    | Italia (bandiera) | P     | Carlo Alberto Cicchetti |
|    | Italia (bandiera) | P     | Tomaso De Pietri        |
|    | Italia (bandiera) | A     | Giovanni De Pol         |
|    | Italia (bandiera) | D     | Giovanni Del Bianco     |
|    | Italia (bandiera) | P     | F. Ferrara              |
|    | Italia (bandiera) | D     | Nello Guidi             |
|    | Italia (bandiera) | A     | Emanuele Massari        |

| N. |                   | Ruolo | Calciatore         |
| -- | ----------------- | ----- | ------------------ |
|    | Italia (bandiera) | C     | S. Massari         |
|    | Italia (bandiera) | C     | Giovacchino Migani |
|    | Italia (bandiera) | P     | Armando Morri      |
|    | Italia (bandiera) | A     | Giovanni Morri     |
|    | Italia (bandiera) | C     | Giovanni Pericoli  |
|    | Italia (bandiera) | P     | Ivo Pesaresi       |
|    | Italia (bandiera) | A     | Luigi Poletti      |
|    | Italia (bandiera) | A     | G. Ravegnani       |
|    | Italia (bandiera) | A     | Serafino Romani    |
|    | Italia (bandiera) | A     | Alfredo Rossini    |
|    | Italia (bandiera) | C     | Ermenegildo Soci   |
|    | Italia (bandiera) | A     | Amilcare Trevisani |
|    | Italia (bandiera) | A     | Otello Zamagni     |
|    | Italia (bandiera) | C     | Dino Zarlatti      |